# Мамсуровы

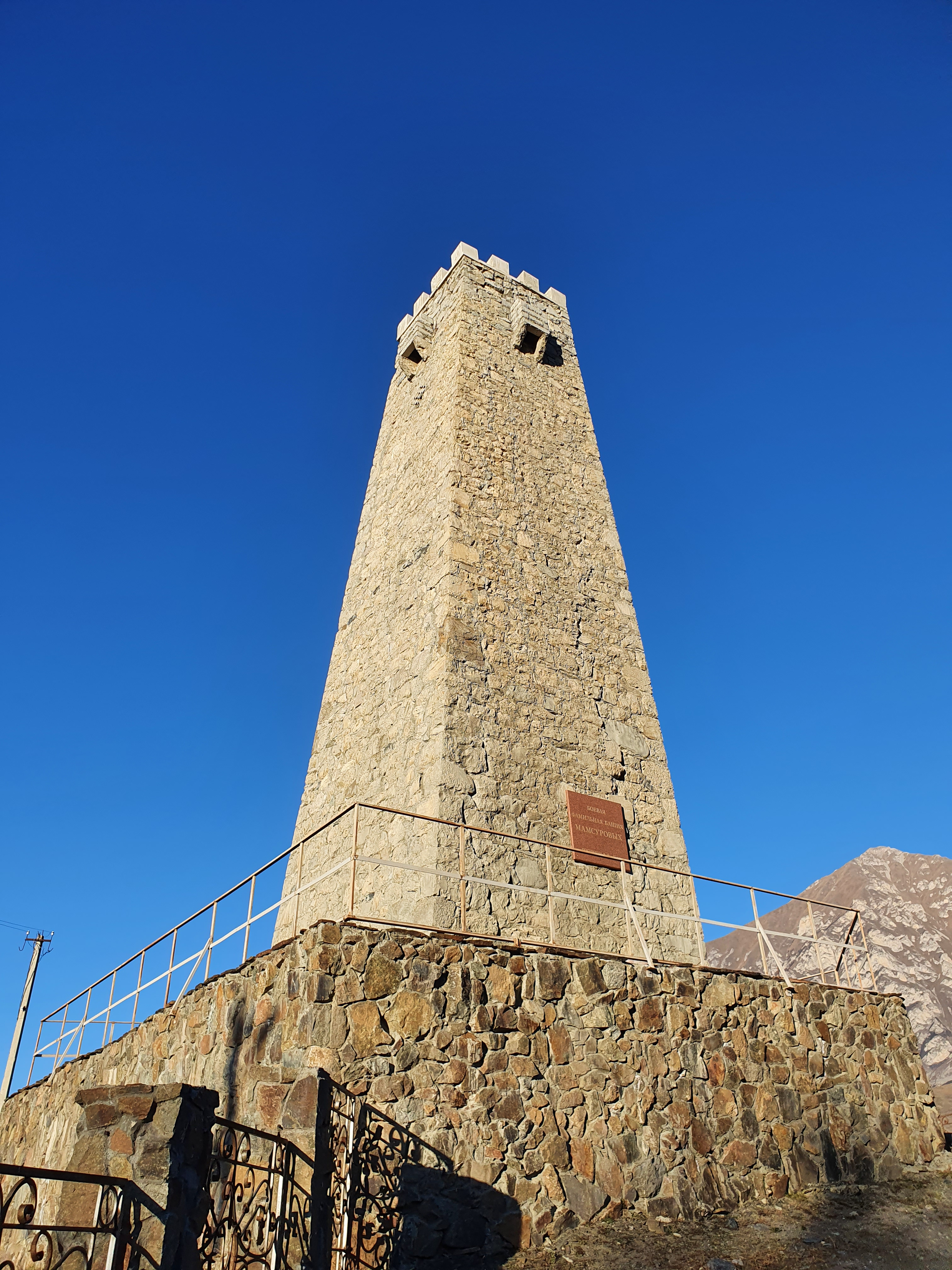
Сторожевая башня Мамсуровых, Даргавс

Ма́мсуровы (осет. Мамсыратæ, тур. Timurlenk) — осетинский аристократический род.

## История
По генеалогическим преданиям осетин, Мамсуровы, наряду с некоторыми алдарскими фамилиями, происходят от легендарного царевича Тага. По другой версии, легенда о царевиче Тага — всего лишь своеобразная фольклорная персонификация, отражавшая высокий социальный статус потомков мифического героя: персидским термином «тага» обозначались в раннее средневековье все христианские правители Кавказа, в том числе аланские князья, контролировавшие Дарьяльское ущелье.
Могущество алдаров Мамсуровых было подорвано в 1830 году во время экспедиции генерала Абхазова в Тагаурское общество. 30 июля Иван Абхазов со своим отрядом вступил в "Даргавс, столицу Тагаурского общества". За участие в вооружённом сопротивлении большая группа алдаров была сослана в Сибирь; в их числе оказались Базурик, Джанхот, Батако и Знаур Мамсуровы.
В с. Даргавс, где образовался род, находятся фамильные склепы и башня Мамсуровых — памятники архитектуры XV—XVII вв.

## Известные представители
- Дзамбулат и Бекмурза Мамсуровы служили в Осетинском дивизионе во время русско-турецкой войны
- Хаджи-Умар Мамсуров, советский разведчик, считается прообразом одного или нескольких героев романа «По ком звонит колокол» Эрнеста Хемингуэя
- Темирболат Мамсуров, поэт
- Дабе Мамсуров, писатель
- Мамсуров, Таймураз Дзамбекович, президент Северной Осетии в 2005—2015 гг.

## Этимология фамилии
Фамильное имя является производным от имени собственного (Мамсур), (Тага — Знаур — Мамсур).

## Родственные фамилии
Родственные фамилии (осет. æрвадæлтæ): Мамсуровы, Джериевы, Бердиевы, Гутновы. Первые две фамилии считаются потомками родных братьев, а последние две — потомками их двоюродных братьев.
Тагиата, алдары . К потомству царевича Тага относили себя девять фамилий высшего сословия. В Даргавсе жили Мамсуровы, Алдатовы и Тхостовы. Остальные фамилии вместе со своими подвластными разместились в отдельных селениях. Есеновы жили в Уаллаг-Саниба, Кундуховы — в Даллаг-Саниба, Кануковы — в Уаллаг-Кобане, Тулатовы — в Даллаг-Кобане, Тугановы — в Тменикау, Шанаевы — в Кани. В высшее сословие вошли также две фамилии, не связанные происхождением с «потомками Тага». Дударовы владели селениями Чми и Ларсе. Дзантиевы со своими крестьянами жили в Каккадуре.
Впоследствии, при переселении на равнинную часть Осетии, тагиата основали ряд новых населённых пунктов (Беслан, Гизель, Брут, Ольгинское, Зильга, Заманкул, Эльхотово, Батако, Дарг-кох, Хумаллаг). Алдары не несли судебную или религиозную функции, ограничиваясь военной и таможенной. В средние века, вплоть до присоединения Осетии к Российской Империи, контролировали прередвижение через Дарьяльское ущелье по Военно-Грузинской дороге.

## Генетическая генеалогия
237668 — Мамсуров, Сослан Тасолтанович (1974) — I2c > I2a2b1c2~ (I-BY104339)
2913 — Mamsurov — G2a1a1a1b1 (DYS391=9, DYS392=10) > G-A205